# Rosenvatten
Rosenvatten (latin aqua rosae) är vatten som bereds av de färska blommorna av  släktet Rosa. Rosenvatten är klart, färglöst med en kraftig rosenlukt och används till parfymering av diverse preparat.
Det har använts i Persien redan före Kristi födelse. Rosenvatten används bland annat för att rena helgedomar. Saladin renade Klippdomen i Jerusalem med rosenvatten efter segern mot korsfararna 1187. Rosenvatten var en av de produkter som korsfarare tog med sig hem till Europa efter korstågen och det blev populärt vid hoven. 